# Mike Marsh
Mike Marsh, egentligen Michael Lawrence Marsh, före detta amerikansk friidrottare (sprinter), född 4 augusti 1967 i Los Angeles, Kalifornien. Marshs främsta meriter är OS-guld 1992 på 200 meter och 4x100 meter samt världsrekord med Förenta Staterna på 4x100 meter.

## OS i Barcelona
I semifinalen på 200 meter i OS i Barcelona sprang Marsh avstannande i mål på 19,73. Förvisso slog Marsh genom detta Carl Lewis och Joe DeLoachs amerikanska rekord med 2 hundradelar men överskred samtidigt Pietro Menneas 13 år gamla världsrekord med en hundradel! Hade Marsh sprungit för full maskin hade tveklöst rekordet varit hans, analyser från loppet indikerar att segertiden då skulle ha blivit 19,65. I alla händelser var det världens dittills snabbaste lopp på låglandsbana (Menneas rekordlopp löptes på hög höjd i Mexico City). Under finalloppet rådde ej lika gynnsamma förhållanden varför Marshs segertid stannade vid 20,01. Marsh blev 1996 av med sitt amerikanska rekord då Michael Johnson noterade 19,66 i Atlanta, Georgia (förbättrat till 19,32 vid OS i samma stad senare samma år).
Marsh fick dock sitt världsrekord i Barcelona men detta i stafetten (4x100 m). Marsh sprang startsträckan i det amerikanska laget. Han åtföljdes av Leroy Burell, Dennis Mitchell och Carl Lewis (liktydigt med medaljörerna från VM-finalen på 100 meter 1991). Sluttiden blev 37,40, vilket var en tiondel bättre än rekordet från Tokyo-VM 1991 (då Andre Cason sprungit startsträckan, annars samma lag). Rekordet tangerades i semifinalen vid VM 1993 av samma lag som sprungit VM 1991, det vill säga utan Marsh.

## Efter Barcelona
Marsh var favorit på 200 meter vid Stuttgart-VM 1993 men blev "bara" fyra i finalen. Säsongen 1995 var en av Marshs främsta. Han blev amerikansk mästare på 100 meter men fick nöja sig med en femteplats i VM-finalen i Göteborg, häftigt distanserad av kanadensaren Donovan Bailey.
Vid OS 1996 i Atlanta löpte Marsh final i alla tre grenar som han ställde upp i. På 100 meter upprepade han femteplatsen från VM-finalen ett år tidigare medan han misslyckades kapitalt med att försvara titeln på 200 meter. Marsh slutade på åttonde och sista plats medan landsmannen Michael Johnson vann på ny världsrekordtid. Marsh avslutade sedan sin olympiska karriär med att löpa tredjesträckan i det amerikanska lag som slutade tvåa bakom Kanada. VM-karriären avrundades med en åttondeplats på 100 meter i Aten 1997.

## Personbästa
- 100 meter: 9,93 (Walnut, Kalifornien, 18 april 1992)
- 200 meter: 19,73 (Barcelona, Spanien, 5 augusti 1992)
- 4x100 meter: 37,40 (världsrekord) (Barcelona, Spanien, 8 augusti 1992) (tillsammans med Burell, Mitchell och Lewis)